# 尤里·捷米爾卡諾夫

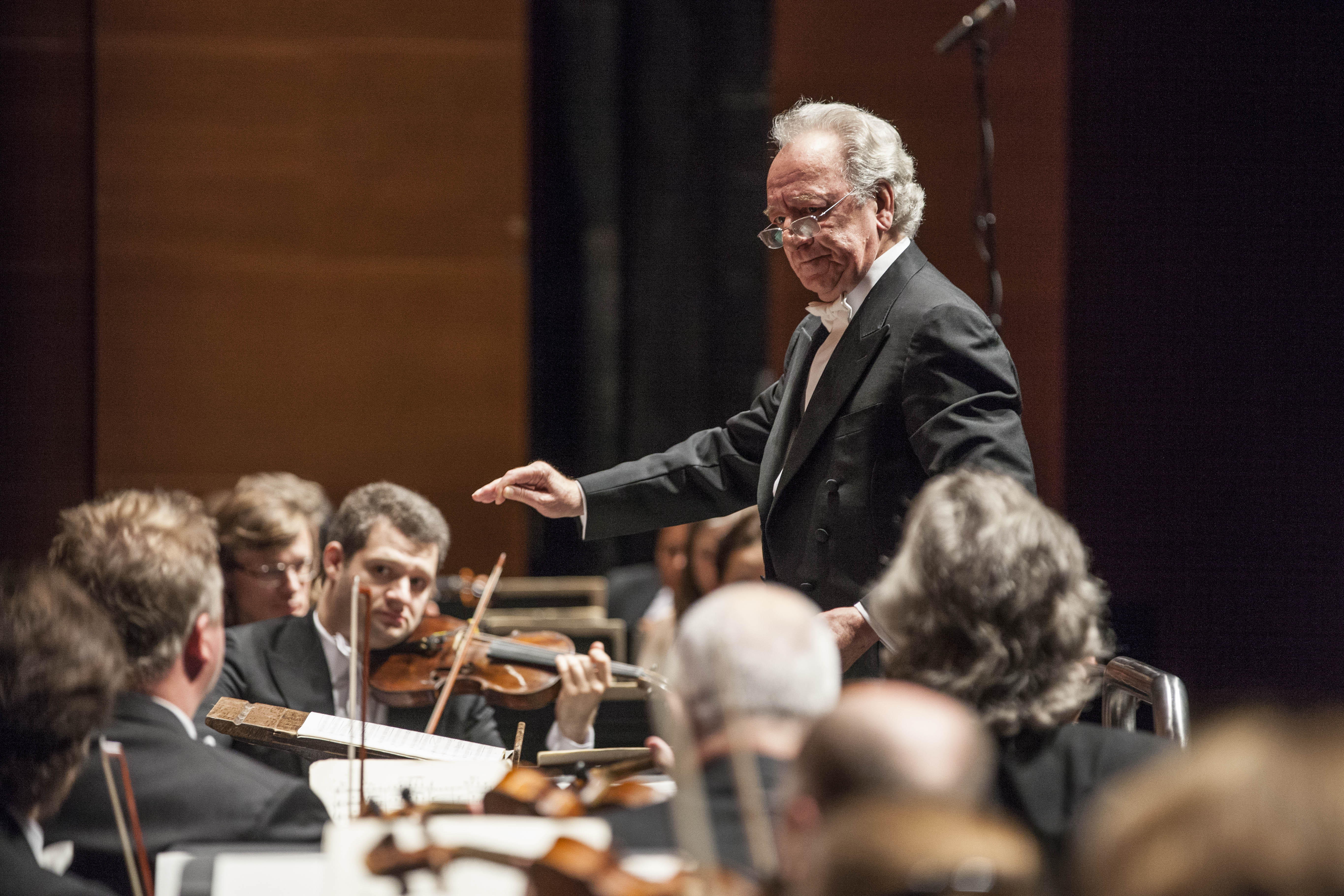
捷米尔卡诺夫指挥聖彼得堡愛樂樂團，2015年

尤里·哈圖耶維奇·捷米爾卡諾夫（俄语：Ю́рий Хату́евич Темирка́нов，羅馬化：Yuri Khatuevich Temirkanov，1938年12月10日—2023年11月2日），俄羅斯指揮家，切尔克斯人。

## 生平
自1988年以來，捷米爾卡諾夫担任聖彼得堡愛樂樂團音樂總監和首席指揮。
2023年11月2日，聖彼得堡愛樂樂團證實了捷米爾卡諾夫的死訊。

## 作品節選

### 商業錄音
- . BMG. 1993.
- . BMG. 1995.

## 外部連結
- 尤里·捷米爾卡諾夫的Discogs页面（英文）